# Marbury (Alabama)
Pour les articles homonymes, voir Marbury.
Marbury est une communauté non incorporée du comté d'Autauga en Alabama.

## Géographie
Marbury se trouve à 32° 42′ 04″ N, 86° 28′ 16″ O. Elle se trouve à 159 m d'altitude.

### Climat
| Mois                                  | jan.     | fév.     | mars     | avril   | mai     | juin    | jui.    | août    | sep.    | oct.    | nov.     | déc.     | année    |
| ------------------------------------- | -------- | -------- | -------- | ------- | ------- | ------- | ------- | ------- | ------- | ------- | -------- | -------- | -------- |
| Température minimale moyenne (°C)     | 0        | 2        | 6        | 9       | 14      | 18      | 21      | 19      | 17      | 9       | 5        | 1        | 10,1     |
| Température moyenne (°C)              | 6        | 8        | 13       | 16      | 21      | 24      | 26      | 26      | 23      | 17      | 12       | 7        | 16,6     |
| Température maximale moyenne (°C)     | 12       | 15       | 19       | 24      | 27      | 31      | 32      | 32      | 29      | 24      | 18       | 13       | 23       |
| Record de froid (°C) date du record   | −20 1985 | −15 1996 | −12 1993 | −3 1940 | 1 1960  | 6 1956  | 12 1967 | 11 1957 | 2 1967  | −4 1957 | −13 1950 | −17 1962 | −20 1985 |
| Record de chaleur (°C) date du record | 29 1949  | 29 1962  | 34 1929  | 34 1942 | 37 1945 | 41 1936 | 42 1952 | 41 1935 | 38 1980 | 37 1954 | 31 1935  | 27 1978  | 42 1952  |
| Précipitations (mm)                   | 151,9    | 139,2    | 176,8    | 137,9   | 110,7   | 105,7   | 146,3   | 94,7    | 118,4   | 79,8    | 126      | 126      | 1 513,4  |

## Population et société

### Éducation
Les écoles de Marbury sont sous la juridiction du Autauga County School System. Marbury High School était situé à Marbury (Alabama), mais elle est devenue un lycée pour l'année 2009-2010. Une nouvelle Marbury High School a été construite au sud de Marbury, à Pine Level.

## Culture et patrimoine

### Marbury dans les films
Tim Burton filma une scène de son film Big Fish dans une église de Marbury.

### Résidents notables
- Dewayne White, joueur de football américain de la NFL[2]

## Source
- (en) Cet article est partiellement ou en totalité issu de l’article de Wikipédia en anglais intitulé « Marbury, Alabama » (voir la liste des auteurs).